# مقتل تامي هومولكا
تامي لين هومولكا ( 1 يناير 1975 – 24 ديسمبر 1990) كانت الأخت الصغري وضحية القاتلة الكندية ( كارلا هومولكا) , وشريكها (باول برناردو).في يوم 24 من ديسمبر لعام 1990 , أقل من أسبوعين قبل عيد ميلاد تامي السادس عشر. قامت كارلا هومولكا وخطيبها برناردو بإعطاء تامي جرعات كبيرة من الكحول ومخدر الهالثيون مما جعلها تصاب بدوخة شديدة. وعندما أصبحت فاقدة الوعي. قام الشخصين بالاعتداء عليها جنسياً (اغتصابها). وأصبحت تامي غائبة عن الوعي ومريضة ثم ماتت.
بعد فشل محاولات إعادتها للوعي. قامت كارلا بتغطية دليل الاعتداء علي تامي وإتصلت بالإسعاف. اعتبر سبب الوفاة هو اختناق نتيجة دخول ترجيع تامي إلي داخل القصبة الهوائية.وفي ذلك الوقت تم الاعتقاد بأنها كانت حادثة. بعد ما تم إلقاء القبض علي باول برناردو و كارلا هومولكا بسبب جريمة قتل ( ليسلي ماهافي) و ( كريستن فرنش) تم نبش جثة تامي هومولكا. حيث أنها تم دفنها في مقبرة فيكتوريا لاون في شارع كاثرين، ولاية أونتاريو بكندا.